# Joseph Gindra
Hubert Joseph (Jozef) Gindra (Jemeppe-sur-Meuse, 16 juli 1862 - Bladel, 3 mei 1938) was een Belgisch kunstschilder die het leven op het platteland tot onderwerp had. Hij was een tijdgenoot van Vincent van Gogh. Zijn vriend Victor de Buck, eveneens een kunstschilder, ontdekte op doorreis van Antwerpen naar Eindhoven het schilderachtige plaatsje Bladel en hij raadde Gindra aan om daar en in de omgeving van de Brabantse Kempen te gaan schilderen.
Later ging De Buck terug om een aantal plattelandstaferelen te fotograferen. Hierop vestigde Gindra zich met zijn gezin in 1887 te Bladel, in het Gindrahuis. Gindra richtte zich op het schilderen van het typische Kempische boerenleven, heidelandschappen met schapen, stillevens, e.d. en dat alles met fijne penseeltechniek en zorgvuldige compositie.
Een fotocollectie van Gindra en De Buck berust in het Regionaal Historisch Centrum Eindhoven. Ook het Eindhovense Museum Kempenland bezit werk van hem.